# Pantalla de bloqueo
Una pantalla de bloqueo (en inglés: lock screen) es un elemento de la interfaz de usuario utilizado en diversos sistemas operativos para controlar el acceso del usuario a un dispositivo informático. Este control de acceso solicita al usuario que realice una determinada acción, como introducir una contraseña, accionar una determinada combinación de botones o realizar un determinado gesto utilizando para ello la pantalla táctil del dispositivo.
Dependiendo del sistema operativo y del tipo de dispositivo, el aspecto visual de la pantalla de bloqueo puede variar desde una sencilla pantalla de inicio de sesión hasta una pantalla de información general con la fecha y hora actuales, la información del tiempo, las notificaciones recientes, controles de audio para el sonido de fondo (normalmente música) que se esté reproduciendo, accesos rápidos a las aplicaciones (tales como la cámara) y, opcionalmente, la información del contacto del propietario del dispositivo (en caso de hurto, pérdida o emergencia médica).

## Implementación por plataforma

### Sistemas operativos para móviles

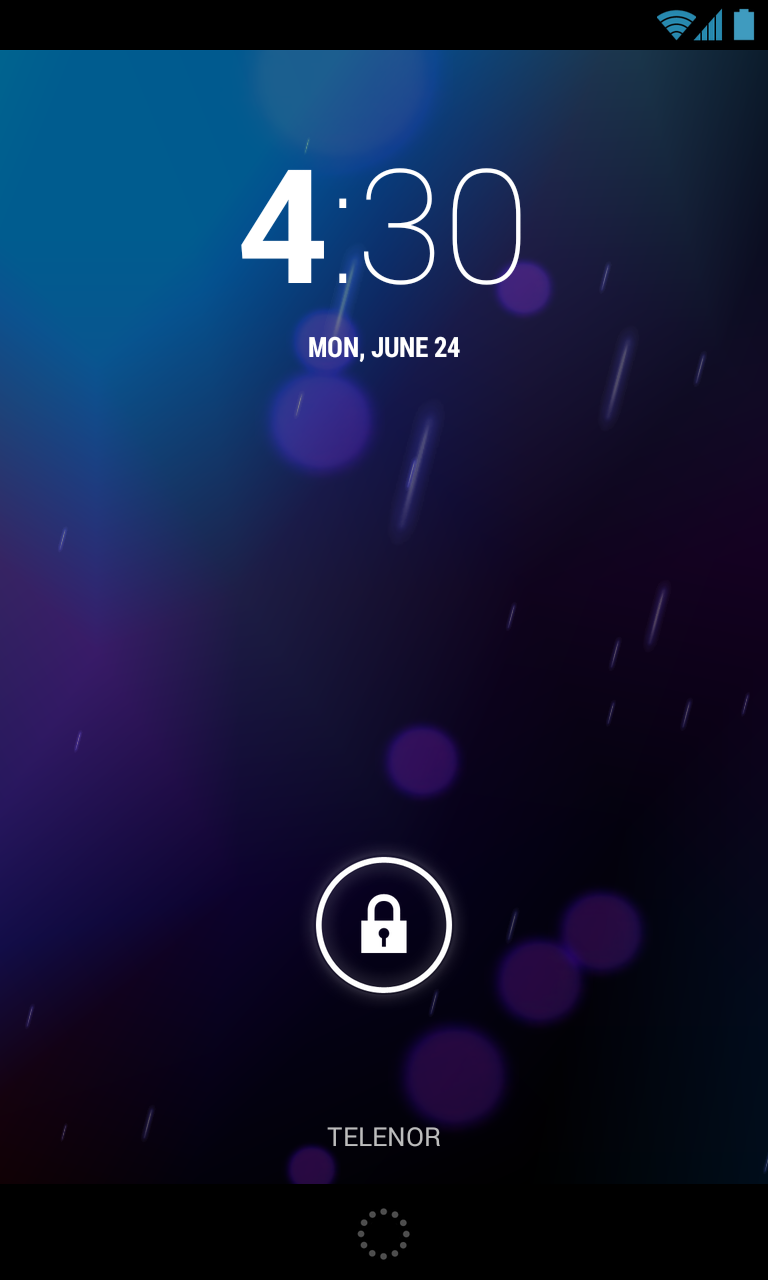
Pantalla de bloqueo de Android 4.3: el dispositivo se desbloquea arrastrando el icono del candado en cualquier dirección.

Los sistemas operativos para dispositivos móviles (teléfonos inteligentes, tabletas, etc.) suelen usar una pantalla de bloqueo basada en gestos.
Los teléfonos fabricados por Neonode se desbloqueaban deslizando el dedo a la derecha sobre la pantalla táctil.

#### iOS
El sistema iOS de Apple, utilizado en sus líneas iPhone y iPad, utilizaba un mecanismo similar hasta iOS 9, por el que se mostraba en pantalla un deslizador que había que deslizar a la derecha.
A partir de iOS 5, al deslizar a la izquierda, se abría directamente la aplicación de la cámara. En iOS 7, como parte de una remodelación mayor de la interfaz del sistema operativo, se retiró el elemento gráfico del deslizador, de forma que los usuarios podían realizar el gesto de deslizar desde cualquier parte de la pantalla. La pantalla de bloqueo también muestra un reloj, las notificaciones y los controles de audio. iOS 10 hizo cambios sustanciales en la pantalla de bloqueo, eliminando el gesto de deslizar para desbloquear el teléfono y sustituyéndolo por la pulsación del botón «Home». Se conserva el gesto de deslizar para acceder a la cámara, y se añade una página a la izquierda con los widgets. Como el iPhone X y el iPad Pro carecen de botón físico «Home», el usuario debe deslizar desde la parte inferior de la pantalla hacia arriba.

#### Android
Al principio, Android no utilizaba una pantalla de bloqueo basada en gestos. En su lugar, el usuario debía pulsar el botón «Menú» del teléfono. En Android 2.0, se introdujo una nueva pantalla de bloqueo basada en gestos que mostraba dos iconos: uno para desbloquear el teléfono y otro para regular el volumen. Se activaba uno u otro arrastrando el icono correspondiente hasta el centro en un movimiento curvilíneo similar al del disco de marcar de los teléfonos antiguos. En Android 2.1, el disco de marcar fue reemplazado por dos pestañas en los extremos de la pantalla. Android 3.0 introdujo un nuevo diseño: una bola con el icono de un candado que se tiene que arrastrar al borde de un área circular. La versión 4.0 introduce la opción de desbloquear directamente a la aplicación de la cámara, y la 4.1 añade la capacidad de deslizar hacia arriba para abrir una pantalla de búsqueda de Google. Android 4.2 incorpora nuevos cambios a la pantalla de bloqueo, permitiendo a los usuarios añadir widgets a las páginas a las que se puede acceder desde la pantalla de bloqueo deslizando a la derecha. Se accede a la cámara de la misma manera, deslizando a la izquierda. Android también permite bloquear los dispositivos con una contraseña, un código de acceso, un patrón en una rejilla de nueve puntos, reconocimiento dactilar o reconocimiento facial.
Las distribuciones Android de otros fabricantes suelen usar pantallas de bloqueo diferentes de las que usa Android de serie; algunas versiones de HTC Sense empleaban una interfaz de anillo metálico que se arrastraba desde la parte inferior de la pantalla para desbloquear el teléfono, y también permite ejecutar aplicaciones arrastrando el icono correspondiente hacia el anillo. En dispositivos Samsung, el deslizamiento se puede hacer desde cualquier parte de la pantalla y en cualquier dirección (y en los dispositivos TouchWiz Nature, tales como el Galaxy S III y el  S4, esta acción venía acompañada por un efecto visual de ondulación en un estanque o un destello de lente); al igual que en el caso de HTC, se puede acceder a las aplicaciones desde la pantalla de bloqueo arrastrando sus iconos desde la parte inferior de la pantalla.
Algunas aplicaciones pueden contener adware que cambia la interfaz predeterminada de la pantalla de bloqueo para sustituirla por una que muestra publicidad. En noviembre de 2017, Google Play Store prohibió oficialmente que aplicaciones que no fueran de pantalla de bloqueo monetizaran la misma.

### Sistemas operativos para PC

#### Windows
Windows NT ha ofrecido a sus usuarios la posibilidad de «bloquear» el ordenador con una ventana de inicio de sesión que requiere introducir la contraseña del usuario activo para poder volver a obtener el acceso al sistema. A partir de Windows XP, esta funcionalidad se puede activar mediante el atajo de teclado ⊞ Win+L. En Windows 8, se rediseñó la pantalla de bloqueo para tener un aspecto más parecido al de los sistemas operativos móviles; los usuarios pueden escoger un fondo de pantalla propio para la pantalla de bloqueo, que también muestra un reloj, eventos del calendario y notificaciones de otras aplicaciones. La pantalla se puede deslizar hacia arriba mediante un ratón o una pantalla táctil para desbloquear el dispositivo. Windows 10 mantiene este diseño, aunque añade la capacidad de emplear el asistente virtual Cortana desde la pantalla de bloqueo. También añade soporte para presentaciones de dispositivas y el servicio Windows Spotlight para obtener fondos de pantalla diarios y la opción de recibir sugerencias promocionales relacionadas con el fondo de pantalla.

#### Sistemas Unix-like
Asimismo, se han incorporado funcionalidades de bloqueo de pantalla en los sistemas de salvapantallas en algunos sistemas operativos Unix-like, como XScreenSaver y gnome-screensaver.

## Litigios sobre patentes

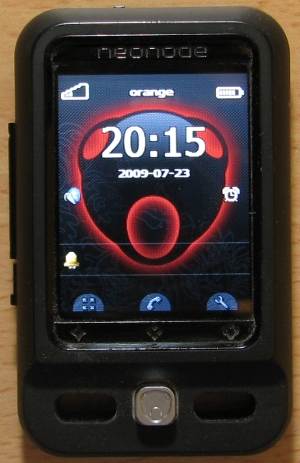
Los tribunales citaron los teléfonos móviles de Neonode como arte previo en relación con la pantalla de bloqueo del sistema iOS de Apple.

Apple tiene varias patentes relacionadas con la pantalla de bloqueo deslizante utilizada en sus dispositivos iOS: se le concedió la Patente USPTO n.º 7657849 en 2010 y la Patente USPTO n.º 8046721 en 2011, en que se describe un sistema que consiste en arrastrar continuamente una imagen a un determinado punto para desbloquear el dispositivo. Como parte de la guerra de patentes en curso entre numerosas empresas en torno a las patentes relacionadas con dispositivos móviles, Apple hizo valer estas patentes en varios juicios contra proveedores de la competencia por infracción de patentes fuera de los Estados Unidos.
Los juicios de Apple contra Samsung en los Países Bajos y contra HTC en el Reino Unido fracasaron: ambos tribunales declararon inválidas las patentes, citando la similar pantalla de bloqueo del N1, un teléfono móvil fabricado por la empresa sueca Neonode, como arte previo al diseño de Apple. El tribunal británico dictaminó específicamente que la pantalla de bloqueo de Apple era una «mejora obvia» con respecto a la del Neonode N1 debido a su retroalimentación visual adicional a través de un gráfico de un deslizador sobre la pantalla (a diferencia del N1, que solo mostraba una instrucción por escrito en la que explicaba el gesto). También se citaron como arte previo unos trabajos iniciales sobre tecnología de pantalla táctil del Laboratorio de Interacción Humano-Computadora de la Universidad de Maryland, en particular, un deslizador de pantalla táctil de 1991 desarrollado por by Catherine Plaisant
En enero de 2012, Apple obtuvo una orden judicial permanente de un tribunal alemán después de que dictaminara que Motorola Mobility infringía las patentes en algunos de sus dispositivos recientes. Sin embargo, se le advirtió a Apple que tendría la obligación de presentar una fianza si permitía que la orden judicial entrara en vigor, y que cualquier prohibición potencial de venta como resultado de ello se circunscribiría a Alemania.